# Coucou (francuski gimnastyk)
Coucou – francuski gimnastyk, który wystąpił na Letnich Igrzyskach Olimpijskich 1900.
Podczas tych igrzysk startował w jedynej rozegranej konkurencji gimnastycznej - wieloboju indywidualnym mężczyzn. Na tę konkurencję składało się 16 ćwiczeń, za które można było zdobyć maksymalnie 320 punktów (20 za każdą konkurencję). Zawodnik ten zdobył 177 punktów, co w łącznym zestawieniu uplasowało go na 121. miejscu wśród zawodników sklasyfikowanych.